# Епифанская крепость
Епифанская крепость — историческая деревянная крепость Епифани Тульской области.

## История
Епифанская крепость была построена в 1566—1567 годах князем Иваном Мстиславским и оставалась его вотчинным городом до 1571 года. Её функцией была оборона пространства между двумя участками Большой засечной черты. После разорительного крымского похода на Русь и сожжения Москвы Мстиславский был обвинён в тайных сношениях с ханом и лишен части владений в пользу казны, в том числе Епифани, которая стала государственной крепостью. В 1592 году крымские татары сожгли крепость и посад в Епифани. До 1594 года укрепления Епифани были отстроены заново. В Смутное время Епифань на некоторое время попадала под контроль Лжедмитрия II и атамана Ивана Заруцкого. К началу 1630-х годов Епифанская крепость пришла в плачевное состояние. В 1637 и 1659 годах её ремонтировали.
В конце XVII века Епифанская крепость потеряла военное значение и начала ветшать. К середине XVIII века её стены и башни полностью исчезли. Однако её территория, окружённая земляным валом, продолжала служить административным центром города. В конце столетия в связи с перепланировкой города по новому регулярному плану крепостной вал был скопан, а ров со стороны торговой Красной площади был зарыт. В настоящее время на месте Епифанской крепости находится городской сад с небольшим прудом.

## Описание
Согласно описи 1571—1572 годов, Епифанская крепость находилась на плато, ограниченном с трёх сторон глубокими оврагами. Она представляла в плане неправильный треугольник с общим периметром стен 682 м. Её окружала дубовая острожная стена высотой около 4 м со 112 бойницами. Позади неё стоял дубовый забор. Пространство между ним и острожной стеной было засыпано землёй. В стене имелись всего три башни, все с напольной стороны. Наиболее высокой и мощной была центральная проездная башня высотой 30 м, имевшая семь ярусов. Две другие башни были угловыми и насчитывали 20 м в высоту. Одна из них, наподобие барбакана, выступала за линию оборонительной стены на 20 м, что позволяло очищать фланговым и пушечным огнём пространство перед всей напольной крепостной стеной и было довольно редким явлением в русском оборонительном зодчестве того времени. Крепость со всех сторон окружали слободы служилых людей, имевшие свои церкви. Всего в описи есть данные о семи церквях и 999 дворах. Подступы к слободам преграждали надолбы.
По описи 1677—1678 годов крепость была окружена острожной стеной длиной 477 м с двумя проездными и шестью глухими башнями. Внутри находились воеводский двор, приказная изба, пороховой погреб и хлебные житницы. Колодца и тайника в крепости не было. Соборная деревянная Никольская церковь стояла напротив крепости, на торговой площади. На древнем Федосьином городище, с западной стороны от крепости, размещался Успенский монастырь, впервые упомянутый в 1669 году.